# Abusir
Abusir (o Abu Sir) è sede di un'importante necropoli egizia situata nel Governatorato di Giza, sud-ovest del Cairo.
Il nome è quello del villaggio nella valle del Nilo presso cui si trova il sito archeologico.
Situata alcuni chilometri a nord di Saqqara, la necropoli ebbe particolare importanza per le sepolture reali durante la V dinastia, ma risulta di notevole interesse anche la necropoli dei nobili con tombe a mastaba, tra cui la più notevole è la Mastaba di Ptahshepses; il  sito continua a donarci i propri tesori, come la recente scoperta della tomba intatta di Neferinpu.
Ad Abusir in passato si trovavano 14 piramidi, ma oggi rimangono solo i resti delle piramidi di Nebkhau, Setibtawy, Userkhau ed un'altra non identificata, rimasta incompiuta ma che risulterebbe appartenere a Neferkhau.
Dal sito proviene anche la maggior parte dei papiri amministrativi attribuibili al regno Antico come i papiri di Userkhau ed i papiri di Neferkhau.
A circa un chilometro da Abusir si trova anche il sito di Abu Gurab che ospita i resti di alcuni tempio solari anch'essi risalenti alla V dinastia.

## Galleria d'immagini

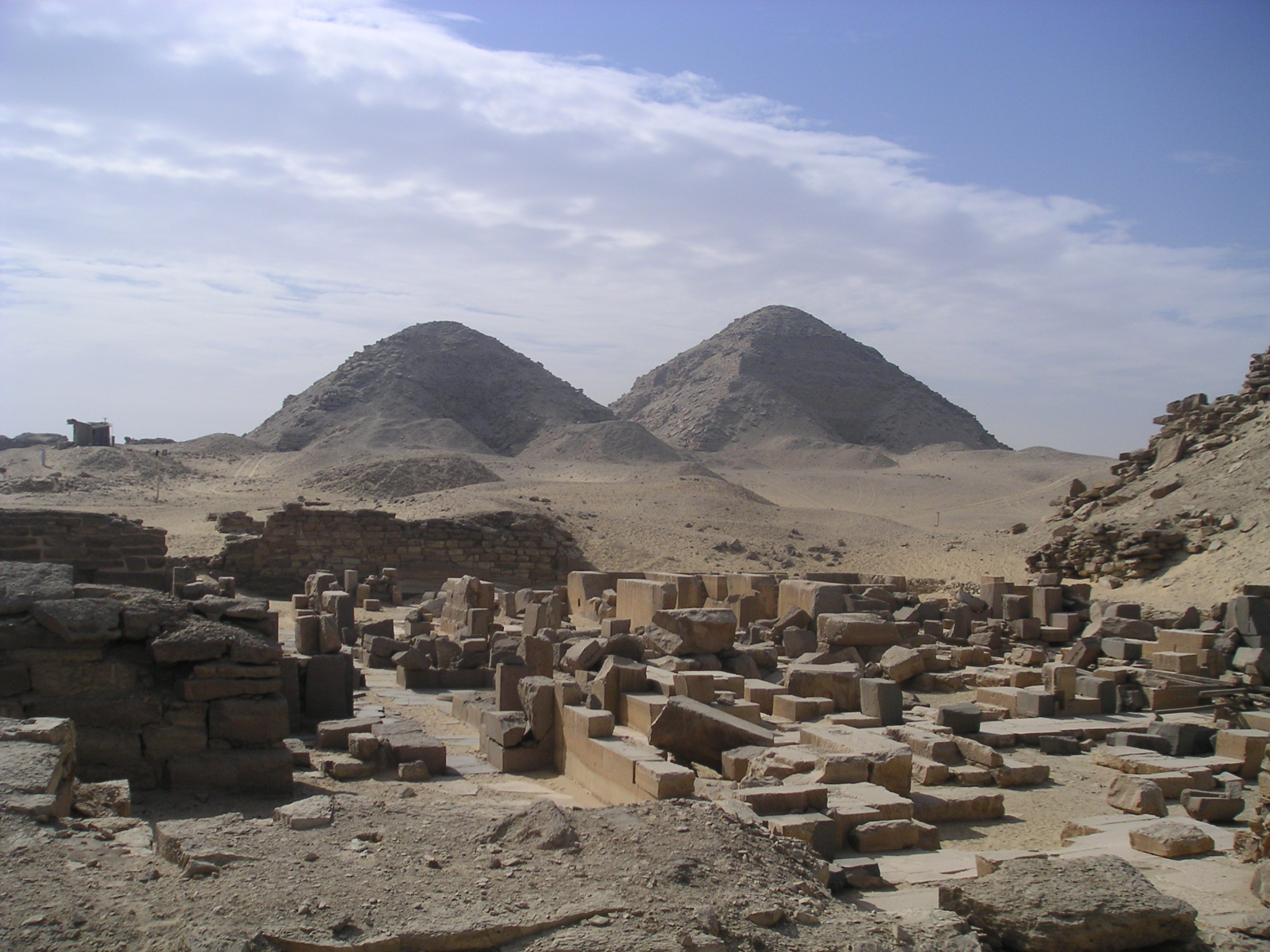
Vista della necropoli di Abusir
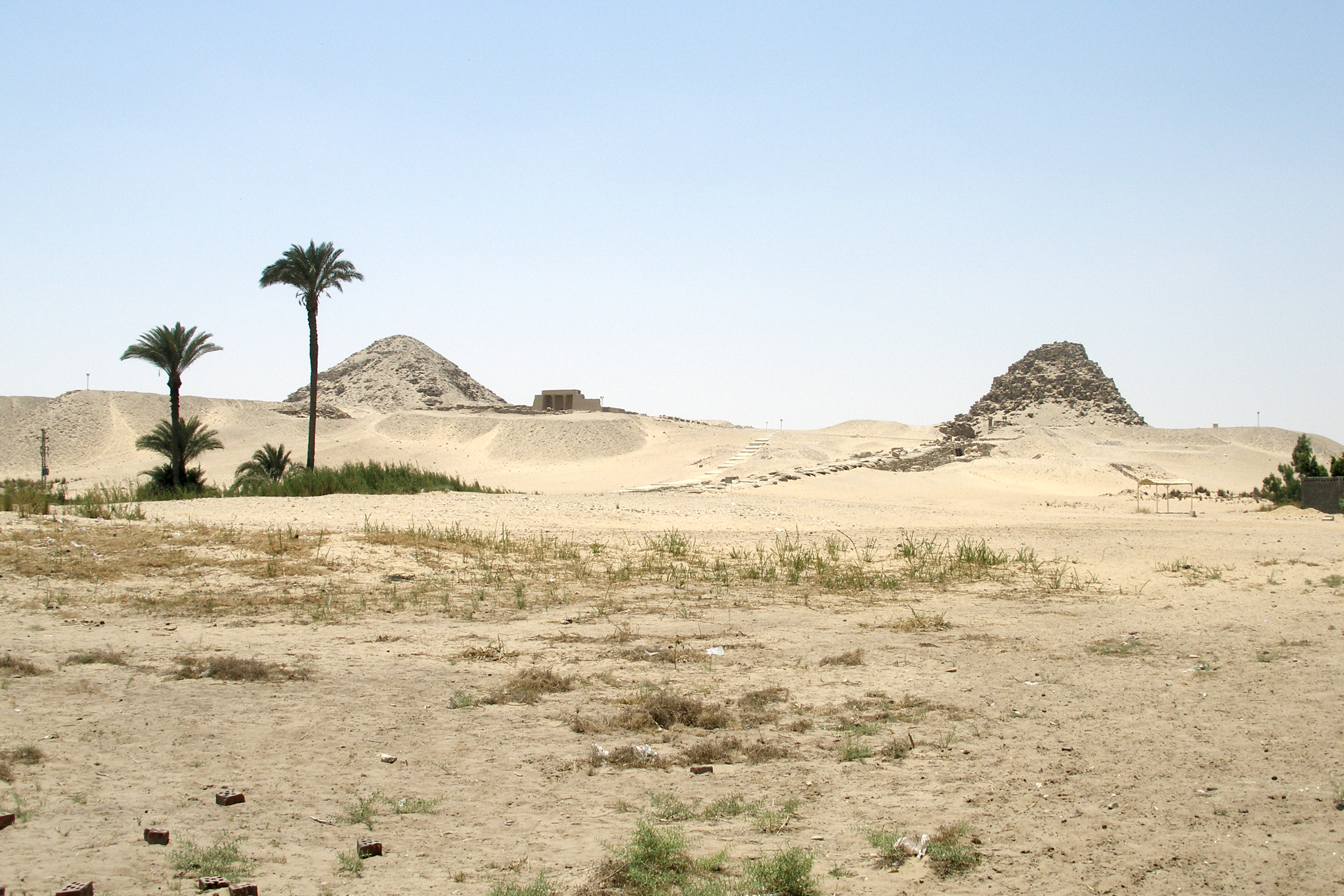
Vista della necropoli di Abusir
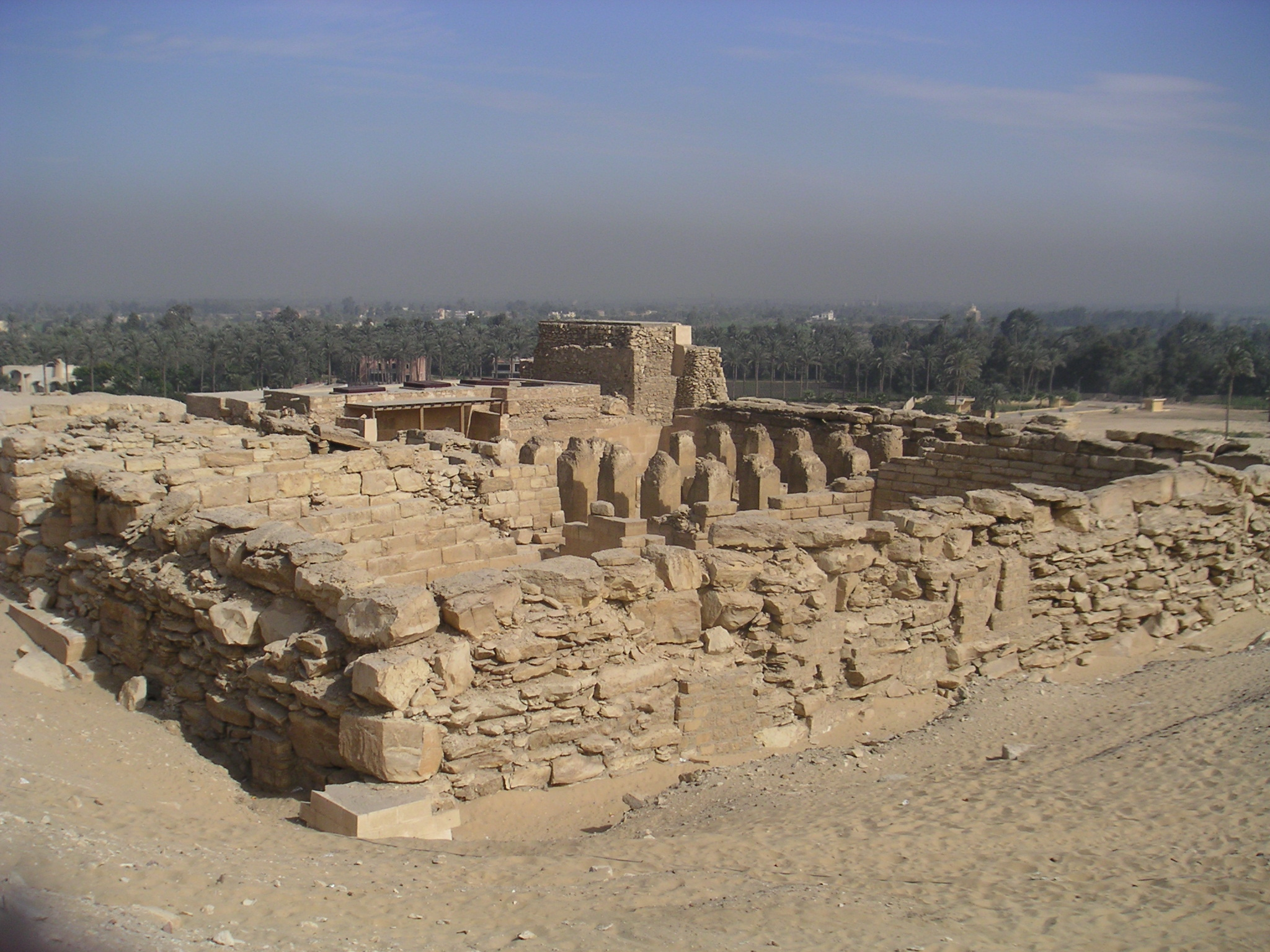
Mastaba di Ptahshepses
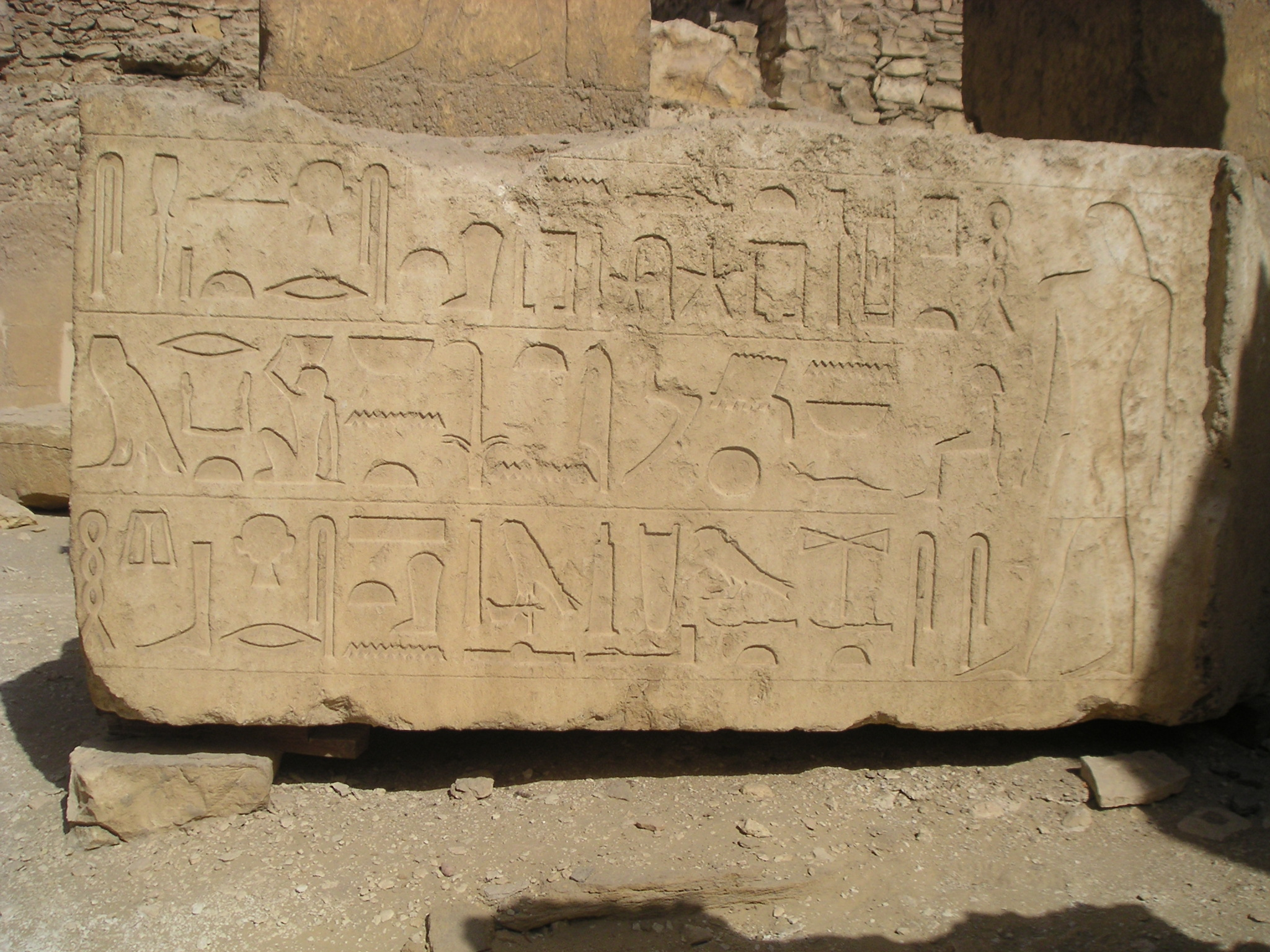
Frammento di architrave, mastaba di Ptahshepses